# Au bonheur des chiens
Pour plus de détails, voir Fiche technique et Distribution.
Au bonheur des chiens (C'era un castello con 40 cani) est un film franco-hispano-belgo-italien réalisé par Duccio Tessari et sorti en 1990. Il s'agit d'une adaptation cinématographique du roman homonyme de Remo Forlani publié en 1982 chez Ramsay.

## Fiche technique
Sauf indication contraire, les informations mentionnées dans cette section peuvent être confirmées par la base de données cinématographiques IMDb,  présente dans la section « Liens externes ».
- Titre français : Au bonheur des chiens[2]
- Titre original : C'era un castello con 40 cani[3]
- Réalisation : Duccio Tessari
- Assistants à la réalisation : Bernard Bolzinger, Lorella De Luca
- Scénario : Marcello Coscia, Ennio De Concini, Mahnahén Velasco d'après le roman de Remo Forlani
- Photographie : Marco Onorato (it), Carlos Suárez
- Montage : Mario Morra
- Musique : Detto Mariano
- Décors : Paola Comencini
- Trucages : Giuseppe Desiato (it), Adriana Sforza, Pietro Tenoglio
- Costumes : Antonella Berardi
- Production : Franco Cristaldi
- Sociétés de production : Les Films Ariane, Moviestudio, Quartz Film, Reteitalia, Vides Cinematografica
- Pays de production :  Italie -  France -  Espagne -  Belgique
- Langue de tournage : italien
- Format : Couleur - Son stéréo - 35 mm
- Durée : 98 minutes (1h38)[3]
- Genre : comédie animalière [2]
- Dates de sortie :
  - Italie : 5 janvier 1990
  - France : 13 juin 1990[2]

## Distribution
- Peter Ustinov : le vétérinaire Muggione
- Delphine Forest : Violetta
- Roberto Alpi : Bob
- Mercedes Alonso : Giovanna
- Salvatore Cascio : Tom
- Jean-Claude Brialy : le juge
- José María Caffarel : le notaire
- Gina Rovere : Jolinka
- Pietro Montandon : Pietro
- Fiammetta Baralla : Olga
- Micaela Fionatelli : Lucy
- Franco Diogene : le père de Violetta
- Luigi Bonos : le commissaire-priseur
- Roberto Nobile : Maris
- Renzo Stacchi : Luke
- Antonio Maimone : Tony
- Gino Clemente : Gino
- Nicola Pietrangeli : le président
- Micaela Pignatelli : Sveva

### Les chiens
Trente-sept chiens ont été utilisés pour le film, tous entraînés par le « Centro Attività Cinofile La Valletta » de Rome (quartier Parioli). Certains d'entre eux sont les suivants :
- le labrador Scherlok : Ollio ;
- le chien croisé Gastone : Stanlio ;
- le dobermann Indiana Kajowa del Garaf : Sentinella ;
- le husky SibLele : Tic-Tac ;
- le caniche Giungalino : Fantomas ;
- la Lhassa Apso Kaeely : MLeady ;
- le terre-neuve Yaro : Pepik ;
- le chien croisé Fiocco : Brisbié ;
- le dogue allemand Byron : Dick ;
- le pitbull Piti : Banzai ;
- le berger allemand Gunther : Fido ;
- le boxer Casper : Adone.